# Parque Nacional Capiro Calentura
O Parque Nacional Capiro Calentura é um parque nacional das Honduras. Foi criado em 1992 e cobre uma área de 81 quilómetros quadrados.